# Ina Kleber
Ina Kleber (n. 29 septembrie 1964, Greiz, Republica Democrată Germană, Germania) este o înotătoare ce a reprezentat Germania, medaliată olimpică. A participat la o ediție a Jocurilor Olimpice (1980) în care a câștigat o medalie de argint.

## Participări
Lista de mai jos prezintă principalele competiții la care a participat Ina Kleber de-a lungul carierei.
- swimming at the 1980 Summer Olympics – women's 100 metre backstroke[*]